# Meurtres de Villisca
Les meurtres de Villisca (aussi appelés « Villisca Axe Murderss » en anglais) désignent un fait divers s’étant produit à Villisca, dans l’Iowa, aux États-Unis, dans la nuit du 9 au 10 juin 1912, et qui fit 8 victimes, parmi lesquelles 6 enfants.

## Les meurtres de la nuit du 9 au 10 juin 1912
Au début du vingtième siècle, la famille Moore (composée de Josiah Moore, sa femme Sara et leurs enfants) vit à Villisca. Le 9 juin 1912, au soir, après une messe, les six membres de la famille et deux fillettes voisines rentrent à leur maison.
Au cours de la nuit, les 8 personnes sont tuées à coups de hache dans leur sommeil. Le tueur assassine d’abord les parents Josiah et Sara Moore, puis entre dans la chambre des quatre enfants, Herman, Katherine, Boyd et Paul qu’il tue également, avant de se diriger vers le lit dans lequel dorment les deux voisines, Lena et Ina Stillinger, qui sont elles aussi assassinées par le tueur.
Le lendemain matin, Mary Peckman voyant que les Moore n'ont pas été aperçus, contrairement à leur habitude, décide d’entrer dans la maison pour les y trouver mais la porte est bloquée. Accompagnée du frère de Josiah Moore, Ross Moore, ils entrent dans la maison et découvrent les corps. La police de Villisca, alertée, constate que toute la famille Moore et les deux petites voisines ont été tuées. En outre, ils découvrent dans la chambre de Lena et Ina Stillinger une hache, qui semble être l’arme du crime. Chose attribuée à une probable superstition, tous les corps et miroirs ont été recouverts par des draps par le tueur.
Par la suite, l’enquête de la police a conclu que les meurtres ont eu lieu entre minuit et 5 heures du matin. Les journaux suivent l’affaire, laquelle est importante par le grand nombre de victimes (8 personnes), la sauvagerie du crime à la hache et le fait que 6 enfants aient trouvé la mort dans la maison.

## Les victimes
Les meurtres de Villisca font 8 victimes (les six membres de la famille Moore et les deux petites voisines):
- Josiah Moore, âgé de 43 ans
- Sara Moore, âgée de 39 ans
- Herman Moore, âgé de 11 ans
- Katherine Moore, âgée de 10 ans
- Boyd Moore, âgé de 7 ans
- Paul Moore, âgé de 5 ans
- Lena Stillinger, âgée de 12 ans
- Ina Stillinger, âgée de 8 ans

## Les suspects
Les policiers débordés dans un premier temps par l'afflux de curieux, la scène de crimes a été touchée, ce qui n'a pas facilité l'enquête, notamment pour les chiens utilisés pour suivre la piste du criminel. La garde nationale a dû être appelée en renfort pour sécuriser l'enquête.
Durant l’enquête, plusieurs individus furent suspectés d’avoir commis ces meurtres. La police porta ainsi son attention notamment sur Andrew Sawyer, un vagabond qui parla à son patron de manière confuse des meurtres de Villisca et qui dormait avec sa hache. Bien qu’arrêté par la police le 18 juin 1912, Sawyer ne fut jamais poursuivi car son alibi semblait prouver qu’il n'était pas dans cette ville ce soir là.
Parmi les autres suspects, on peut citer principalement le révérend George Kelly (connu comme étant un voyeur). Il fut arrêté pour les 8 meurtres en 1917 et signa même des aveux à la police mais il est acquitté à l’issue de son procès.
De même le sénateur de l’Iowa Franck Jones (qui vivait aussi à Villisca), William Mansfield (un criminel qui se trouve lié par la suite à plusieurs affaires similaires) et divers autres individus furent soupçonnés d’être l’auteur du crime, mais jamais l’enquête ne parviendra à dégager un suspect définitif.

## Phénomènes paranormaux
La maison du massacre de Villisca va acquérir au fil du temps la réputation d'être hantée. Cela se manifesterait par des apparitions et des voix d'enfants ou bien des orbes lumineux étranges décrites par de nombreux témoins.[réf. souhaitée] En outre, cela fait de la maison une attraction touristique de Villisca.
Le 7 novembre 2014, Robert Steven Laursen, un "chasseur de fantômes", se serait poignardé à la poitrine au sein de la maison.

## Dans la culture populaire
Une équipe de télévision de réalité paranormale Scariest Places on Earth a couvert l'histoire des meurtres de hache Villisca, dans l'épisode « Villisca Ax Assassiner House » en 2000.
L'affaire a été profilé également sur la série télévisée Most Terrifying Places in America en 2009.
Les meurtres ont également été décrits par Aaron Mahnkedans alias Lore dans le podcast 16 du 5 octobre 2015.
Les meurtres et les activités paranormales en résultant a été décrit dans l'épisode 21 sur le podcast And That's Why We Drink du 25 juin 2017.
Le crime a également été détaillé dans l'épisode « Stuff You Should Know » sur le podcast du 3 août 2017.
Les meurtres ont fait l'objet d'un livre appelé Morning Ran Red de Stephen Bowman.
Les meurtres ont fait l'objet d'un livre en 2016 intitulé Murdered in Their Beds de l'auteur et chercheur paranormal Troy Taylor.
Tony E. Valenzuela a réalisé un film d'horreur de 2016, The Axe Murders of Villisca. Le film établit le révérend Kelly comme le tueur (bien que possédé).
Le podcast Last Podcast on the Left a couvert cette affaire dans leur épisode "Axe Murderers Part 2- Pinning Butterflies" (épisode 163, 20 décembre 2017).
Le podcast My Favorite Murder a couvert cette affaire dans leur épisode en direct dans "Live at the Civic Center in Des Moines" (épisode 168, 23 mars 2019).
Le podcast "Scared To Death" a couvert cette affaire dans leur épisode sorti le 14 janvier 2020.
Le podcast "Marriage is a Scream" a couvert cette affaire dans leur épisode sorti le 3 avril 2020.
Le podcast "Paranormal Histoires Vraies" a couvert cette affaire dans leur épisode "Villisca : les fantômes de la famille Moore" sorti le 29 mai 2024.

## Sources
- R. Marshall, auteur du livre "Villisca, the true account of the unsoveld mass murder that stunnet the nation" (2003).
- Un épisode de l'émission télévisée américaine Ghost Adventures se déroule à Villisca et raconte l'affaire ("Massacre à la hache dans l'Iowa", saison 4, 2010).
- site officiel de la maison de Villisca : http://www.villiscaiowa.com/